# 楽譜作成ソフトウェア
楽譜作成ソフトウェア（がくふさくせいソフトウェア）は、楽譜を作成するためのソフトウェアである。

## 概要
画面に表示された五線に音符や休符を貼り付ける、あるいは音の高さ・強弱・音色などを定められた数値で打ち込む、等といった方法で入力していき、出来上がったものを印刷したり、プレイバック（再生）機能で音を確認したりすることができる。プレイバックには、音源モジュールもしくはソフトウェア音源が必要である。マイクで肉声などを録音し同時再生できるものや、印刷楽譜をスキャナで取り込みデータ化できる機能が付いたものもある。詳細はデスクトップミュージックの項を参照のこと。
作成したデータは、そのソフト独自のファイル形式で保存できるほか、MIDI形式で保存したり、WAV形式などに書き出すこともできる。またFinale、Sibelius、Dorico、Notion、MusescoreはMusicXMLに対応し(「スコアメーカー」も書き出し機能を持つ)、ファイル形式のヴァージョンさえ合えば、異なるソフト間でMIDIファイルに含む事の出来ない情報まである程度互換・共有可能である。

## Windowsで運用する問題点
今日コンピュータ編集による楽譜の原版データにはEPSファイルが必要で、ソフトからEPS出力を行いAdobe Illustratorで追加修正を行うワークフローとなる。多用され主流ソフトとなっているFinale、SibeliusはWindows、Mac両方のOSに対応しているが、Windows環境下ではMacを用いた楽譜編集との相性が悪く、2つのソフトが揃って余白が両OS間で変わる、文字化けやフォントのズレ（符頭－符尾の接続が外れる。段組サイズを変える毎に外れ方が異なる）といった問題が長年解消されていない。Finale、Sibeliusを使用して文字化けの無いEPSファイルを得るには段組サイズを固定し符尾の接続設定を出力結果と照合して補正値を追い込み、ごく限られた文字化けを起こさないフォントを使うか、Adobe Acrobat（他社から販売されている簡易PDF作成ソフトではなく）で作成したPDFファイルからEPSファイル書き出しを行う必要がある（Acrobat経由で得られるEPSファイルはリッチブラックとK=100%が混在し、IllustratorでリッチブラックをK=100%に修正する過程が増える）。

## 主要ソフトウェア

### フリーウェア
- MuseScore（ベルギー）
- GNU LilyPond（http://lilypond.org/web/ ）
  - Denemo（Lilypond の GUI）
  - Frescobaldi（Lilypond の 統合開発環境）
- NoteEdit
- Rosegarden

### 有償ソフトウェア

#### 海外
- Finale（アメリカ、日本語版代理店）
- Sibelius（アメリカ、日本語版代理店）
- Dorico（スタインバーグ）
- Notion日本語版（日本語版代理店｜エムアイセブンジャパン）
- Overture（http://geniesoft.com/ ）

- Noteworthy Composer（http://www.noteworthysoftware.com/ ）

- Notion (http://notionmusic.com/)
- PriMus (http://www.columbussoft.de/p1songsheet.php)
- Clover Chord Systems （http://clover-japon.co.jp）

#### 日本
- Singer Song Writer
- スコアメーカー (カワイ)
- らくらく作曲名人（製造中止となったヤマハの「HELLO!MUSIC!」の流れを受け継ぐ初心者用ソフト）
- MusicScore